# Melissa Barrera Martínez
Melissa Barrera Martínez (Monterrey, Mèxic, 4 de juliol de 1990) és una actriu mexicana. Va començar la seua carrera interpretant papers a les telenovel·les mexicanes Siempre tuya Acapulco (2013) i Tanto amor (2015), i després a la sèrie Club de Cuervos (2017). Barrera va fer la transició a Hollywood el 2018, guanyant reconeixement amb la sèrie Vida (2018–2020) i la pel·lícula musical In the Heights (2021). Per interpretar a Sam Carpenter a les pel·lícules slasher Scream (2022) i Scream VI (2023), a més de protagonitzar les comèdies de terror Abigail and Your Monster (ambdues del 2024), es va establir com una reina dels crits.

## Primers anys
Barrera va néixer i es va criar a Monterrey, Nuevo León. Va estudiar teatre musical a la Tisch School of the Arts de la Universitat de Nova York. Va assistir a l'American School Foundation de Monterrey on va aparéixer en les produccions musicals de l'escola.

## Carrera

### 2011-2017: inicis a Mèxic

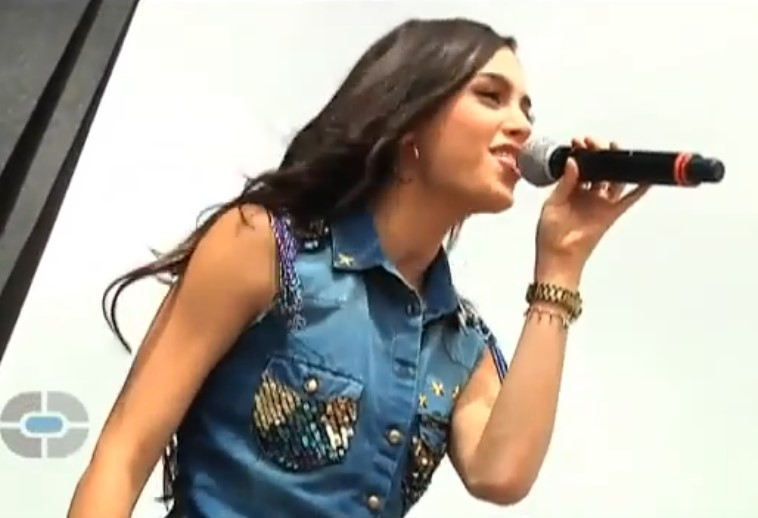
Barrera cantant el 2013

El seu debut a la televisió va ser al reality show mexicà La Academia el 2011, on va mostrar el seu talent per cantar. El 2013 va formar part del duet Melissa y Sebastian, amb qui va gravar el seu primer disc i va tenir el seu primer èxit de ràdio entre els deu primers amb el seu senzill debut "Mamma Maria", una versió de la cançó de Ricchi e Poveri dels anys vuitanta. El 2015, va gravar el tema "Volver a caer" al costat de la cantant mexicana Kalimba, per a la seua telenovel·la Tanto amor.
El 2010, mentre estava a la Universitat de Nova York, va participar en la pel·lícula L for Leisure. El 2012, va participar en dues telenovel·les, La mujer de Judas i La otra cara del alma. El 2014, va obtenir el seu primer paper protagonista a la telenovela Always yours Acapulco/A Love To Remember (Siempre tuya Acapulco). El 2015, va protagonitzar l'última telenovel·la produïda per TV Azteca, So Much Love (Tanto amor).

### 2018-2023: reconeixement als Estats Units
El 2018, Barrera es va traslladar de Mèxic a Los Angeles, per provar sort al món de la interpretació estatunidenca, tenia estalvis de la feina que va fer a Mèxic i va buscar representació i papers a Los Angeles i en només tres mesos, va ser contractada en el paper principal de Lyn a la sèrie dramàtica de Starz Vida el 2018. La sèrie va durar tres temporades i té una valoració del 100% a Rotten Tomatoes. Barrera va ser nominada a un premi Imagen a la millor actriu pel seu paper de Lynn al programa el 2021.
El 2021, es va estrenar la pel·lícula musical In the Heights coprotagonitzada per Barrera i dirigida per Jon M. Chu, una adaptació del musical escènic de Lin-Manuel Miranda. La pel·lícula va obtenir un gran reconeixement de la crítica.
El 2022, va interpretar a Sam Carpenter, la nova protagonista de la franquícia Scream per a la cinquena pel·lícula de Scream, que va ser dirigida per Matt Bettinelli-Olpin i Tyler Gillett. La pel·lícula es va estrenar el 14 de gener de 2022 i va ser un gran èxit de taquilla que va revitalitzar la franquícia. Després va protagonitzar Segueix Respirant, un drama de supervivència de sis episodis estrenat a Netflix el 28 de juliol de 2022 que es va convertir en el programa popular número u de la plataforma l'agost de 2022. Aquell mateix any, es va estrenar la pel·lícula musical Carmen, coprotagonitzada per Paul Mescal. La pel·lícula, dirigida per Benjamin Millepied, es va estrenar al Festival Internacional de Cinema de Toronto de 2022. També va aparéixer a Bed Rest, estrenada amb una promoció limitada a Tubi el desembre de 2022.
A principis de 2023, va repetir el seu paper de Sam Carpenter a Scream VI, que va aconseguir el cap de setmana d'estrena amb més recaptació de la franquícia. Després d'això Barrera es va convertir en una reina dels crits moderna i una de les actrius més notables del gènere de terror de la dècada de 2020.
El novembre de 2023, es va informar que Barrera havia estat despatxada del seu paper principal a la següent seqüela Scream 7. L'acomiadament va ser el resultat de publicacions a les xarxes socials on descrivia les accions d'Israel a la guerra entre Israel i Gaza com a "genocidi i neteja ètnica". Després del seu acomiadament va publicar un comunicat que denunciava l'antisemitisme i la islamofòbia i deia que les crítiques a un govern no s'havien de confondre amb atacs a la gent d'un país. El seu acomiadament va comportar un ampli suport dels seguidors i diversos actors i actrius. Actrius com Rowan Blanchard i la coprotagonista de Scream VI, Hayden Panetterie, es van pronunciar a favor seu i van declarar com era d'injust el seu acomiadament. La seua eliminació de la franquícia també va provocar que més de 1.300 artistes signaren un projecte de llei per denunciar la censura dels actors i protegir els seus drets a parlar lliurement. Aquesta carta va ser signada per Oliva Coleman, Aimee Lou Wood i Emma Seligman. Barrera va dir a The Independent, mentre promocionava la seua pel·lícula Your Monster, que els mesos posteriors al seu acomiadament van ser els "moments més foscos de la meua vida". Va declarar que les ofertes d'actuació es van esgotar durant uns deu mesos després de l'acomiadament i que es va sentir "invisible" per a la indústria durant aquest període.

### 2024-present: Your Monster i altres èxits
Va continuar el seu treball en el gènere de terror protagonitzant la pel·lícula de comèdia de vampirs Abigail. La pel·lícula es va estrenar el 19 d'abril de 2024 als cinemes i va tenir un modest èxit de taquilla, però va recollir enormement a serveis de transmissió com Peacock, on es va etiquetar com una "joia oculta" i un èxit en streaming. La pel·lícula també va obtenir el seu primer lloc a Amazon Prime quan es va estrenar el novembre de 2024. La següent pel·lícula de Melissa que es va estrenar el 2024 va ser la comèdia romàntica de terror, Your Monster, on interpreta una actriu de parla suau anomenada Laura Franco que s'enamora del monstre al seu armari. La pel·lícula es va estrenar originalment el 18 de gener de 2024 per a la secció de mitjanit del Sundance Film Festival i, a causa de les crítiques positives dels espectadors i crítics, la pel·lícula va ser recollida per Vertical Entertainment per a una estrena limitada el 25 d'octubre de 2024. La pel·lícula va ser va rebre bones crítiques i grans elogis per l'actuació de Barrera, alguns van dir que va donar una actuació de "nivell Oscar". L'actuació li va aconseguir múltiples premis, la pel·lícula va obtenir dos premis del públic al Sundance Film Festival de Londres i Barrera va obtenir una menció especial al "Premi a la millor actriu" al Sunset Valley Film Festival.Barrera també va guanyar el premi "Sin Fronteras" el novembre de 2024 per les seues actuacions i per la seua expansió de la televisió de Mèxic a les grans pel·lícules de Hollywood.
Properament, participarà en una sèrie de tecno-thriller d'espionatge de James Wan i Simu Liu anomenada Copenhagen, on interpretarà un "personatge enganyós" anomenat Michelle. També es va unir al repartiment de  l'adaptació del llibre a la pel·lícula de In the Cradle of Granite de Jay Holmes. La pel·lícula serà dirigida pel nominat al Festival de Cannes Ariel Escalante en el seu debut al cinema estatunidenc i serà un thriller occidental.